# Kratzmühle
Kratzmühle ist ein Gemeindeteil des Marktes Kinding im oberbayerischen Landkreis Eichstätt.

## Lage
Die Kratzmühle liegt im Altmühltal direkt südlich der Altmühl sowie an einem Badesee, dem Kratzmühlsee, gegenüber dem im nördlichen Talbereich befindlichen Ort Pfraundorf bei Beilngries.

## Geschichte
Das Dorf hieß früher Kratzhausen und war ein Adelslehen. Wahrscheinlich gehörte er ursprünglich zum Kloster Aohhusan. Begründer und Namensgeber der „Kratzmühle“ soll im 8. Jahrhundert ein dortiger Mönch namens Pankratius gewesen sein.

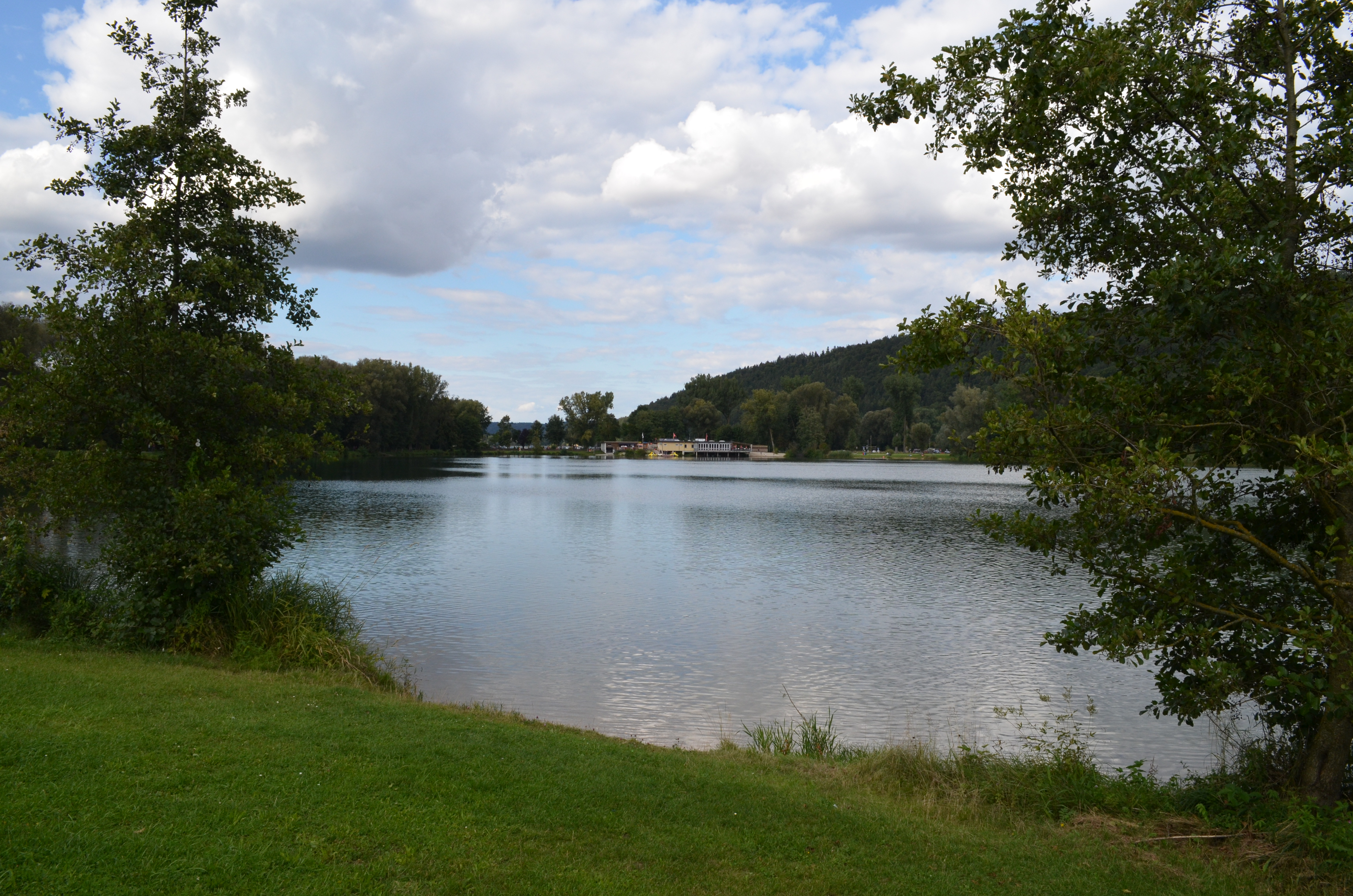
Kratzmühlsee mit Südufer

Nach Aussterben der Hirschberger Grafen mit Gebhard VII. 1305 wurde „Chratzhusen di müle“ dem Hochstift Eichstätt zugesprochen. 1442 verkaufte Wilhelm Schenk von Stossenberg die Mühle an den Pfleger zu Brunneck, Dietrich Baiersdorfer. Von Sebastian Baiersdorfer kam sie 1479 an das Hochstift zurück. 1483 wird ein Jörg Kratzhauser zu Kratzhausen genannt. In der Folgezeit wechselten die Mühleninhaber häufig. Im 17. Jahrhundert war die Kratzmühle nicht nur Mahlmühle, sondern auch Säge.
1888 kaufte die Brauerei Prinstner aus Beilngries die Mühle und nutzte sie ab 1896 auch als Wasserkraftwerk zur Stromerzeugung. 1927 wurde im Zuge der Altmühlregulierung das heutige Altmühlwehr gebaut; die seit 1928 laufende Turbine ist heute noch in Gebrauch. Die Getreidemühle wurde 1966 stillgelegt.
1976 wurde das Feriendorf Kratzmühle errichtet, der See zum Badesee ausgebaut und ein Campingplatz angelegt. In der ehemaligen Mühlenanlage ist unter anderem auf einer Fläche von 1300 Quadratmetern das Technikmuseum Kratzmühle untergebracht, getragen vom Kulturhistorischen Verein Beilngries-Kinding e.V.

## Verkehr
Im August 2023 wurde nach 18-monatiger Bauzeit in Kratzmühle eine neue Altmühlbrücke von 65 m Länge für den Verkehr freigegeben.